# ヴェレビト (駆逐艦)
ヴェレビト (SMS Velebit) はオーストリア＝ハンガリー帝国海軍の駆逐艦。フサール級。艦名はクロアチアの山脈からとられている。

## 艦歴
1908年11月5日起工。1909年7月24日進水。同年12月31日竣工。
1911年、東地中海への巡航に参加しアルゴストリ、パトラ、ヴォロス、Cavalla、Smyrna、ザンテ島、コルフ島を訪れた。

### 第一次世界大戦
1914年8月13日、「ヴェレビト」は沈没した汽船「Baron Gautsch」の生存者救助に参加した。
1915年4月13日から5月6日まで「ヴェレビト」はプーラでドックに入っており、その際に後部の単装魚雷発射管が連装のものに取り換えられている。
5月23日、イタリアはオーストリア＝ハンガリー帝国に宣戦布告。同日、オーストリア＝ハンガリー帝国海軍の戦艦などは出撃し、アンコーナなどの攻撃へと向かった。「ヴェレビト」はテゲトフ級戦艦などからなりアンコーナ攻撃を行うAグループの1隻であった。「ヴェレビト」と駆逐艦「チコーシュ」は港内の目標を雷撃し、「ヴェレビト」はドイツ汽船「Lemnos」を沈めた。また、「ヴェレビト」はイタリア飛行船「Città di Ferrara」を砲撃した。
6月5日と16日、「ヴェレビト」はスプリト沖に機雷を敷設した。
6月17から18日夜、装甲巡洋艦「ザンクト・ゲオルク」などがリミニとペーザロを攻撃。巡洋艦「サイダ」、「ヘルゴラント」と駆逐艦「ヴェレビト」、「ディナラ」、「レカ」水雷艇5隻はそれを掩護し、またイタリア汽船「Grazia」を沈めた。
7月11日、イタリアはペラゴーザ島を占領した。8月17日、オーストリア＝ハンガリー帝国海軍は巡洋艦「ヘルゴラント」と「サイダ」や駆逐艦「ヴェレビト」などでペラゴーザ島を攻撃。真水のタンクないし貯水池などを破壊し、この攻撃後イタリア軍は島から撤退した。
9月24日、ドイツ潜水艦「UC14」をコルチュラ島からプーラまで曳航した。
1916年5月3日、水上機によるラヴェンナ空襲支援のため出撃中の駆逐艦「ヴェレビト」、「チコーシュ」、「シャルフシュツェ」、「パンドゥール」、水雷艇「76T」、「92F」、「93F」、「98M」、「99M」、「100M」はイタリア駆逐艦「Rossarol」、「Pepe」、「Missori」、「Nullo」と交戦し、「チコーシュ」が軽微な損害を受けた。
5月24日、「ヴェレビト」など駆逐艦4隻、水雷艇6隻が水上機支援のため出撃中、そのうちの一隻である水雷艇「75T」がイタリアの水雷艇と交戦した。
12月22日、「ヴェレビト」と駆逐艦「シャルフシュツェ」、「レカ」、「ディナラ」はオトラント堰攻撃に向かった。しかし、ドリフター1隻を損傷させたところでフランス駆逐艦が現れた。フランス駆逐艦はターラントへ向かっていた「Casque」、「Protet」、「Commandant Rivière」、「Commandant Bory」、「Dehorter」、「Boutefeu」で、「Casque」はオーストリア＝ハンガリー帝国の駆逐艦を追跡したが、他は「Commandant Rivière」以外は追従できなかった。続いて起こった戦闘でオーストリア＝ハンガリー帝国側は「ヴェレビト」以外が損傷し、フランス側も「Casque」と「Commandant Rivière」が損傷した。
1917年6月4日、駆逐艦「ヴェレビト」、「チコーシュ」、「ヴィルトファング」、水雷艇3隻がイタリア攻撃を行う水上機支援のため出撃中、「ヴィルトファング」が触雷し沈没した。
9月29日夜、フェラーラの飛行場空襲参加機の援護を行った後、帰投中であった駆逐艦「ヴェレビト」、「シュトライター」、「トゥルル」、「フサール」はイタリアの「スパルヴィエロ」と駆逐艦「Abba」、「Orsini」、「Acerbi」、「Stocco」、「アウダーチェ」、「Ardente」、「Ardito」に捕捉され交戦した。オーストリア＝ハンガリー側は「ヴェレビト」と「フサール」が被弾し、操艦不能となった「ヴェレビト」は「シュトライター」によってプーラへ曳航され、そこで修理を受けた。イタリア側は「スパルヴィエロ」と「Orsini」が被弾している。
1918年6月、オーストリア＝ハンガリー帝国海軍は戦艦も投入する大規模なオトラント堰襲撃作戦を実行しようとした。その作戦のため6月9日にポーラを出港した戦艦「セント・イシュトヴァーン」と「テゲトフ」を「ヴェレビト」は水雷艇6隻と共に護衛したが、翌日イタリア魚雷艇の攻撃を受けて「セント・イシュトヴァーン」が沈み、作戦は中止となった。
7月17日、イタリア潜水艦「F12」がロヴィニ沖で「ヴェレビト」を攻撃したが不成功に終わった。
戦後は1920年にイタリアに引き渡され、解体された。

## 要目（1913年以降）
- 長さ：68.38m
- 幅：6.25m
- 満載排水量：414トン
- 速力：28.4ノット
- 兵装：45口径7cm砲1、30口径7cm砲5、45cm魚雷発射管2

出典